# Indianapolis 500 in 1921
De 9e Indianapolis 500 werd gereden op maandag 30 mei 1921 op de Indianapolis Motor Speedway. Amerikaans coureur Tommy Milton won de race.

## Startgrid
| Rij | Binnen         | Midden              | Buiten         |
| --- | -------------- | ------------------- | -------------- |
| 1   | Ralph DePalma¹ | Roscoe Sarles       | Joe Boyer      |
| 2   | Eddie Hearne   | Jules Ellingboe     | Jean Chassagne |
| 3   | Louis Fontaine | Percy Ford          | Eddie Miller   |
| 4   | Ira Vail       | André Boillot       | Howdy Wilcox   |
| 5   | Ora Haibe      | Riley Brett         | Albert Guyot   |
| 6   | Bennett Hill   | René Thomas         | Tom Alley      |
| 7   | Jimmy Murphy   | Tommy Milton        | Ralph Mulford  |
| 8   | Joe Thomas     | Cornelius van Ranst |                |

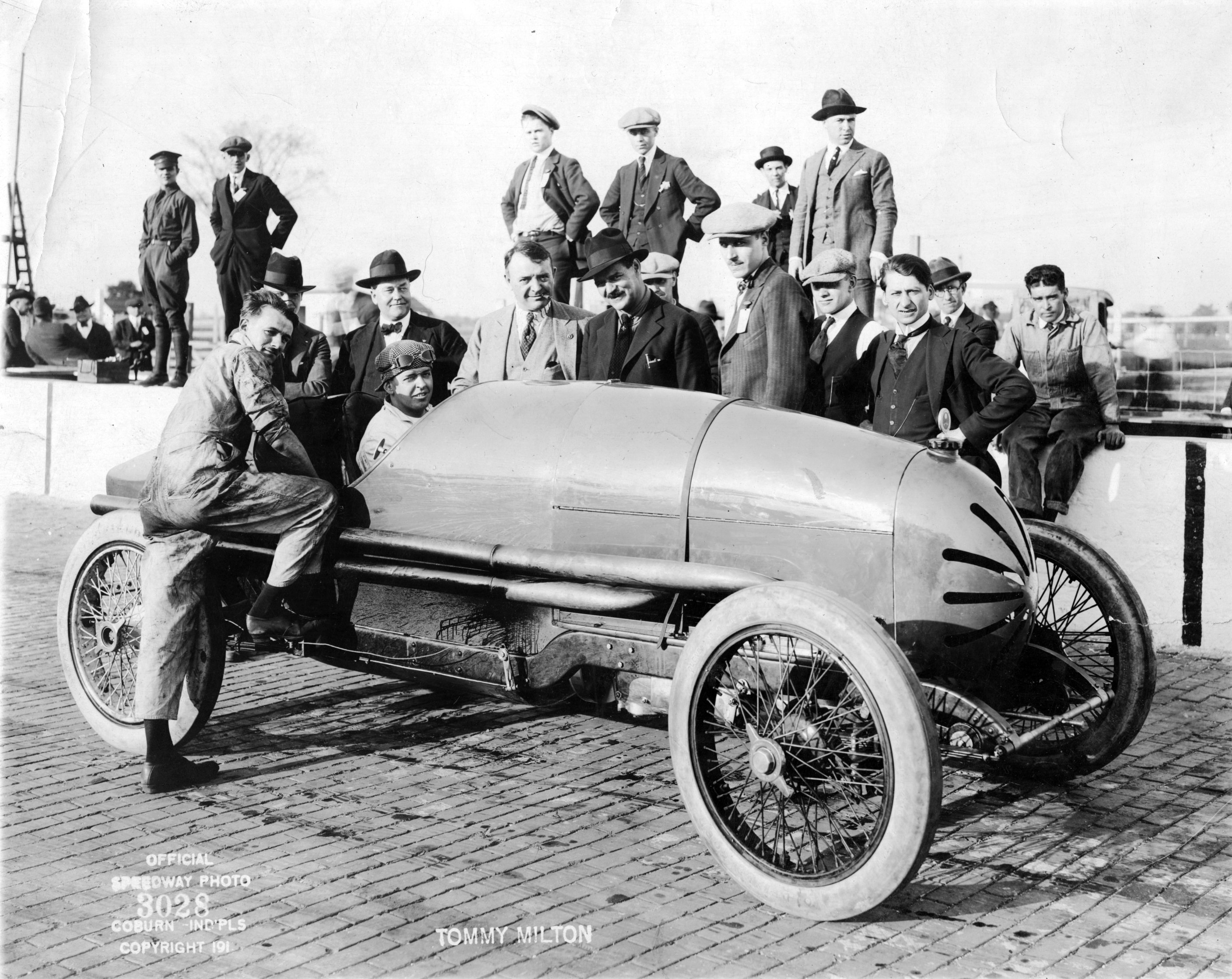
Tommy Milton voor de start van de race.

¹ Italiaan Ralph DePalma werd in 1920 Amerikaans staatsburger.

## Race
| #                                  | Coureur             | Auto         | Ronden | Opgave     |
| ---------------------------------- | ------------------- | ------------ | ------ | ---------- |
| 1                                  | Tommy Milton        | Frontenac    | 200    |            |
| 2                                  | Roscoe Sarles       | Duesenberg   | 200    |            |
| 3                                  | Percy Ford          | Frontenac    | 200    |            |
| 4                                  | Eddie Miller        | Duesenberg   | 200    |            |
| 5                                  | Ora Haibe           | Sunbeam      | 200    |            |
| 6                                  | Riley Brett         | Duesenberg   | 200    |            |
| 7                                  | Ira Vail            | Leach-Miller | 200    |            |
| 8                                  | Albert Guyot        | Duesenberg   | 200    |            |
| 9                                  | Ralph Mulford       | Frontenac    | 177    |            |
| 10                                 | René Thomas         | Sunbeam      | 144    | Mechanisch |
| 11                                 | Tom Alley           | Frontenac    | 133    | Mechanisch |
| 12                                 | Ralph DePalma       | Ballot       | 112    | Mechanisch |
| 13                                 | Eddie Hearne        | Duesenberg   | 111    | Mechanisch |
| 14                                 | Jimmy Murphy        | Duesenberg   | 107    | Ongeval    |
| 15                                 | Bennett Hill        | Brett        | 91     | Ongeval    |
| 16                                 | Cornelius van Ranst | Frontenac    | 87     | Mechanisch |
| 17                                 | Joe Boyer           | Duesenberg   | 74     | Mechanisch |
| 18                                 | Jean Chassagne      | Peugeot      | 65     | Mechanisch |
| 19                                 | Jules Ellingboe     | Frontenac    | 49     | Mechanisch |
| 20                                 | André Boillot       | Sunbeam      | 41     | Mechanisch |
| 21                                 | Louis Fontaine      | Brett        | 33     | Ongeval    |
| 22                                 | Joe Thomas          | Duesenberg   | 25     | Ongeval    |
| 23                                 | Howdy Wilcox        | Peugeot      | 22     | Mechanisch |
| Gemiddelde snelheid : 144,231 km/h |                     |              |        |            |